# Synchiropus delandi
Synchiropus delandi és una espècie de peix de la família dels cal·lionímids i de l'ordre dels perciformes.

## Hàbitat
És un peix marí i d'aigües profundes que viu fins als 476 m de fondària.

## Distribució geogràfica
Es troba a Indonèsia i les Filipines.

## Observacions
És inofensiu per als humans.